# لتینو
لتینو (به ایتالیایی: Letino) یک کومونه در ایتالیا است که در استان کسرتا واقع شده‌است.

## خصوصیات
لتینو ۳۱ کیلومترمربع مساحت و ۷۸۰ نفر جمعیت دارد و ۱٬۰۵۰ متر بالاتر از سطح دریا واقع شده‌است.